# Серхио Рамирес
Серхио Рамирес (на испански: Sergio Ramírez) е никарагуански политик, интелектуалец, журналист и писател на произведения в жанра публицистика, драма, исторически роман, криминален роман, детска литература, биография и документалистика.

## Биография и творчество
Серхио Рамирес Меркадо е роден на 5 август 1942 г. в Масатепе, Никарагуа. Следва право в Националния автономен университет на Никарагуа в Леон, който завършва през 1964 г. със златен медал за най-добър студент. Като студент, през 1960 г. основава списание Ventana, оглавява едноименното литературно движение, и участва в гражданската съпротива на студентите срещу диктатурата.
През 1964 г. с жени Гертрудис „Тулита“ Гереро, с която имат три деца – Серхио, Мария и Дорел. Живее със семейството си в Манагуа.
След дипломирането си работи в списание Ventana. После заминава в Коста Рика и работи в Конфедерацията на централноамериканските университети (CSUCA), където през 1968 г. и през 1976 г. е избиран за генерален секретар. В периода 1972 – 1975 г. посещава университета в Канзас и учи в Западен Берлин.
През 1977 г. Серхио Рамирес става ръководител на „Групата на дванадесетте“, група от видни интелектуалци, свещеници, бизнесмени и членове на гражданското общество, които публично заявяват подкрепата си за Сандинисткия фронт за национално освобождение (СФНО) в борбата му за сваляне на управлението на президента Анастасио Сомоса Дебайле. Групата е принудена да отиде в изгнание в Коста Рика, а завръщането им е едно от ключовите събития, предвещаващи края на правителството на Сомоса. С триумфа на Сандинистката революция през 1979 г., той става част от Хунтата на Правителството на националното възстановяване, където председателства Националния съвет по образованието. Избран е за вицепрезидент на Никарагуа през 1984 г. и полага клетва през 1985 г.
Въпреки че СФНО губи властта от коалицията Национален съюз на опозицията, оглавявана от Виолета Чаморо през 1990 г., той продължава да служи като лидер на сандинисткия блок в Националното събрание до 1995 г., когато участва в основаването на социалдемократичната партия Сандинистко обновително движение поради различия с други лидери на СФНО, като бившия президент Даниел Ортега, по въпросите на демократичните реформи. Оттогава е ретроспективно критичен към някои сандинистки политики, които смята, че са обърнали страната срещу СФНО. През 1996 г. прави неуспешна кандидатура за президент, след което окончателно се оттегля от от политиката.
Започва литературната си кариера като писател на разкази. Първият му разказ „Студентът“ е публикуван през 1960 г. в списание Ventana. Първата му книга, сборникът с разкази „Истории“ (Cuentos), е издадена през 1963 г. Първият му роман „Огнено време“ е издаден през 1967 г. Оттогава редува литературните си изяви с есета и публицистика.
През 1988 г. е издаден романът му „Божие наказание“. Той представя живота и борбата на члена на Гватемалска лейбъристка партия Оливерио Кастанеда де Леон, който е убит на 23 години на 20 октомври 1978 г. в центъра на Гватемала. Книгата получава международната награда „Дашиъл Хамет“ за криминална литература.
Международният му успех идва с романа „Маргарита, как прекрасно е морето“ (Margarita, está linda la mar) от 1998 г. за който получава наградата „Алфагуара“.
През 2014 г. получава международната награда „Карлос Фуентес“ за литературно творчество на испански език от правителството на Мексико, а през 2017 г. получава най-престижната награда в испаноезичната литература – наградата „Мигел де Сервантес“ за цялостното си творчество.
През юни 2021 г. е принуден да отиде в изгнание по време на репресиите срещу опозицията в навечерието на общите избори в Никарагуа през 2021 г., а през септември правителството издава заповед за ареста му с обвинение в „разпалване на омраза“ и „заговор“, и в получаване на средства от фондацията „Луиса Меркадо“, работеща в сферата на културата.

## Произведения

### Самостоятелни романи
- Tiempo de Fulgor (1967)[1][2][3]
Огнено време, изд.: „Народна култура“, София (1983), прев. Сибила Димова
- Te dio miedo la sangre? (1977)
- Castigo Divino (1988) – международна награда „Дашиъл Хамет“
Божие наказание, изд. „Матком“ (2020), прев. Любка Славова
- Un Baile de Máscaras (1995) – френска награда „Лор Батайон“ за най-добър чуждестранен роман
- Margarita, está linda la mar (1998) – награда „Алфагуара“
Маргарита, как прекрасно е морето, изд. „Матком“ (2021), прев. Любка Славова
- Sombras nada más (2002)
- Mil y una muertes, (2004)
- La fugitiva (2011)
- Sara, novela (2015)

### Серия „Долорес Моралес“ (Dolores Morales)
1. El cielo llora por mí (2009)[1][2][3]
 Небето плаче за мен. изд. „Матком“ (2022), прев. Любка Славова
2. Ya nadie llora por mi (2017)
Вече никой не плаче за мен, изд. „Тонипрес“ (2021), прев. Ангелина Димитрова
3. Tongolele no sabía bailar (2021)

### Сборници
- Cuentos (1963)[1][2][3]
- De tropeles y tropelías (1972)
- Charles Atlas también muere (1976)
- Clave de Sol (1992)
- Cuentos Completos (1997)
- Catalina y Catalina (2001)
- Juego Perfecto (2008)
- Flores oscuras (2013)
- A la mesa con Rubén Darío (2016)

### Детска литература
- El Reino Animal (2006)[1]
- La jirafa embarazada (2013)